# منتخب كولومبيا لكرة اليد
منتخب كولومبيا لكرة اليد هو الممثل الرسمي لدولة كولومبيا في رياضة كرة اليد. نافس في بطولة بان أميركان لكرة اليد وظهر فيها 3 مرات كانت الأولى في سنة 1998 وكانت أفضل نتيجة له فيها هي المركز الثامن وذلك في سنة 2002.

## وصلات خارجية
- الموقع الرسمي